# Petřvald (okres Nový Jičín)
Petřvald (německy Gross Peterswald) je obec v okrese Nový Jičín v Moravskoslezském kraji, 15 km severovýchodně od Nového Jičína a 17 km jihozápadně od centra Ostravy. Petřvald leží při silnici č. 58 Příbor-Ostrava ve zvlněném terénu podél řeky Lubiny. K Petřvaldu byly postupně přiřazovány obce Dvorek a Petřvaldík. V 50. letech 20. století byla do Petřvaldu přestěhována většina obyvatel obce Harty, která byla zbourána a na jejím místě bylo vystavěno letiště Ostrava-Mošnov.
Obec má přibližně 1 700 obyvatel.

## Historie

### Založení Petřvaldu
Založení obce Petřvald kladou někteří historikové do doby první biskupské kolonizace a spojují ji s koncem 13. a počátkem 14. století. Domnívají se, že byl založen Petrem, synem Heroldovým, který je jmenován v listině „Instrumentum testamenti episcopi Brenonis“ z roku 1267. Je možné, že se obec původně jmenovala Petrovice (Petrovicz), jak je uvedeno v listině z 18. prosince 1359, kterou olomoucký biskup Jan spojuje Hukvaldy s tzv. stolními statky biskupskými. Když pak první člen rodu Petřvaldských, Petr Meissner, rodem Němec, obdržel Petrovice lénem, nazval je Peterswald a psal se Petr Meissner von Peterswald. Získáním Petřvaldu se mění společenské postavení Petra Meissnera: napřed Němec a nešlechtic, stává se jako držitel biskupského léna rytířem a později i Čechem, Petříkem z Petřvaldu. Při sepisování lén roku 1398 se uvádí stav dobytka léna Petřvaldského: 240 ovcí, 6 dobrých tažných koní, 6 krav a 10 prasat.

### Druhá světová válka
Dne 10. října 1938 byl okupován celý novojičínský okres a tedy i Petřvald. Od 10. října byla obec okupována 6,5 let. Tato česká obec byla začleněna jako poslední do Sudet. Hranice a celnice byla na mostě přes Ondřejnici ve Staré Vsi. Novým místním starostou byl Rudolf Scheuter z osady Dvorek, který ponižoval české občany a použil každé příležitosti, aby ukázal svou neomezenou moc. Na schůzích občanů, které dosti pravidelně svolával, vyhrožoval, spílal a nutil k dodávání hospodářských produktů různým způsobem. Jeho přičiněním museli opustit mnozí občané své usedlosti a na jejich místa byli dosazeni nacisté.
V zahraniční armádě bojovali také občané Petřvaldu. Jaroslav Hlaváč a Oldřich Havlík. Již 12. března 1945 bylo ve škole přerušeno vyučování a ubytováno zde vojsko. Občané dokončovali opevňování krytu ve sklepích, ukrývali potraviny, šatstvo, prádlo a jiný majetek. Dne 30. dubna starosta Scheuter vyzval občany, aby opustili obec. Výzvy neuposlechl nikdo z Čechů a němečtí přistěhovalci utekli již před tím. Ve středu 2. května vstupují první vojáci Rudé armády na kraj obce v jejím dolním konci. Do půlnoci dojdou Rusové ke kostelu, ale jsou nuceni ustoupit zpět. Boje o obec končí ve čtvrtek 3. května odpoledne a přenášejí se do osady Dvorek. Boj zde byl velmi prudký. V obci padlo 33 ruských vojáků a 4 občané zemřeli po těžkých zraněních. Četné budovy shořely a kostelní věž byla těžce poškozena dělostřelectvem. Most přes řeku Lubinu byl zničen ustupujícími nacisty. Německý starosta Rudolf Scheuter byl nalezen s prostřelenou hlavou. Nikdy nebylo zjištěno, zda spáchal sebevraždu nebo byl zastřelen. 20. května 1945 bylo nutno vytvořit Národní výbor. Měl následující složení: 4 komunisté, 4 čs. socialisté, 3 sociální demokraté, 3 lidovci a 2 nestraníci. Do čela se samozřejmě dostává komunistický starosta. Po únoru 1948 je obec již zcela v moci komunistů.

## Pamětihodnosti
- Kostel sv. Mikuláše - barokní stavba

## Části obce
- Petřvald 1-Petřvald (k. ú. Petřvald u Nového Jičína a Harty)
- Petřvald 2-Petřvaldík (k. ú. Petřvaldík)

Pomístní názvy: Horní a Dolní konec (Důl), Kachnič, Harty, Záhumení a Dvorek (býv. Růžodol, Ružídol, Růží důl, Rosenthal, Rožmitál).

## Osobnosti
- Wenzel Kudielka (1814–1880), erbovní rychtář, majitel pivovaru a zemský poslanec
- Radim Hložánka (1923–2017), kněz, odbojář proti komunistickému režimu
- Ladislav Heryán (* 1960), katolický kněz, salesián, pedagog, biblista, spisovatel

## Obyvatelstvo

Věková struktura obyvatel obce Petřvald roku 2011
Rodinný stav obyvatel obce Petřvald roku 2011
Vzdělání obyvatel obce Petřvald roku 2011